# Medici Klaudia tiroli grófné
Claudia de’ Medici (magyarosan: Medici Klaudia; Firenze, Toszkánai Nagyhercegség, 1604. június 4. –  Innsbruck, Habsburg Birodalom, 1648. december 25.), I. Ferdinando toscanai nagyherceg leánya, aki első házassága révén Federico Ubaldo della Rovere hitveseként urbinói hercegné, majd második, V. Lipót főherceggel kötött házassága révén osztrák főhercegné, tiroli grófné, majd hitvese halála után Tirol régense. A Medici-család tagja.

## Élete

### Származása
I. Ferdinánd toszkánai nagyherceg és Krisztina lotaringiai hercegnő leánya, a Medici-ház tagja.

### Első házassága
1620-ban feleségül ment Federico Ubaldo della Rovere herceghez (1605–1623), II. Francesco Maria della Roverének, Urbino hercegének egyetlen fiához. Egy leányuk született:
- Vittoria della Rovere hercegnő (1622–1694), aki 1633-ban a Medici-házból való II. Ferdinándhoz, Toszkána nagyhercegéhez ment feleségül.

Első férje, Federico Ubaldo herceg azonban 1623-ban, alig 18 évesen váratlanul meghalt.

### Második házassága
A megözvegyült Klaudia hercegné 1626-ban feleségül ment V. Lipót osztrák főherceghez, II. Ferdinánd német-római császár és magyar király öccséhez.
Második férjének halála után, 1632-től 1646-ig az özvegy Klaudia főhercegné a fiának, Ferdinánd Károlynak kiskorúsága idején régensként kormányozta Tirolt, előbb II. Ferdinánd császár, majd annak halála után, 1637-től III. Ferdinánd mellett.
V. Lipóttal kötött házasságából két fia és három leánya született:
- Mária Eleonóra, (1627. február 12. – 1629. augusztus 6.)
- Ferdinánd Károly (1628–1662) tiroli gróf, Klaudia Felicitász császárné és királyné apja
- Izabella Klára (1629–1685), férje III. Károly (1629–1665) mantovai herceg, 1 fiú
- Zsigmond Ferenc (1630–1665) tiroli gróf
- Mária Leopoldina (1632–1649), férje III. Ferdinánd magyar király, német-római császár és cseh király, 1 fiú